# Shakira Martin
Shakira Martin (Kingston, 1º giugno 1986 – Fort Lauderdale, 3 agosto 2016) è stata una modella giamaicana, eletta Miss Universo Giamaica 2011 il 9 luglio 2011 presso il National Indoor Sports Centre di Kingston.

## Biografia
Portavoce dei malati di anemia drepanocitica, di cui lei stessa era affetta, Shakira Martin lavorò per molti anni come insegnante di scuola materna e come modella. Prese parte inoltre a vari eventi come il carnevale di Miami e la sfilata di moda per beneficenza Extravaganza. Dopo la vittoria del titolo di Miss Universo Giamaica, Shakira Martin dichiarò di volersi impegnare in varie cause umanitarie ed essere un modello d'ispirazione per le giovani generazioni.
Il 9 luglio 2011 partecipò al concorso di bellezza nazionale Miss Universo Giamaica, svolto presso il National Indoor Sports Centre di Kingston. Shakira Martin batté le altre concorrenti e si piazzò al primo posto. In quanto vincitrice del titolo di bellezza nazionale, Shakira Martin rappresentò a Giamaica in occasione di Miss Universo 2011, che si tenne a São Paulo, in Brasile, il 12 settembre 2011.
Shakira Martin è morta il 3 agosto 2016, stroncata dalla sua malattia cronica. 